# Apollo 7
Vous lisez un « bon article » labellisé en 2020.

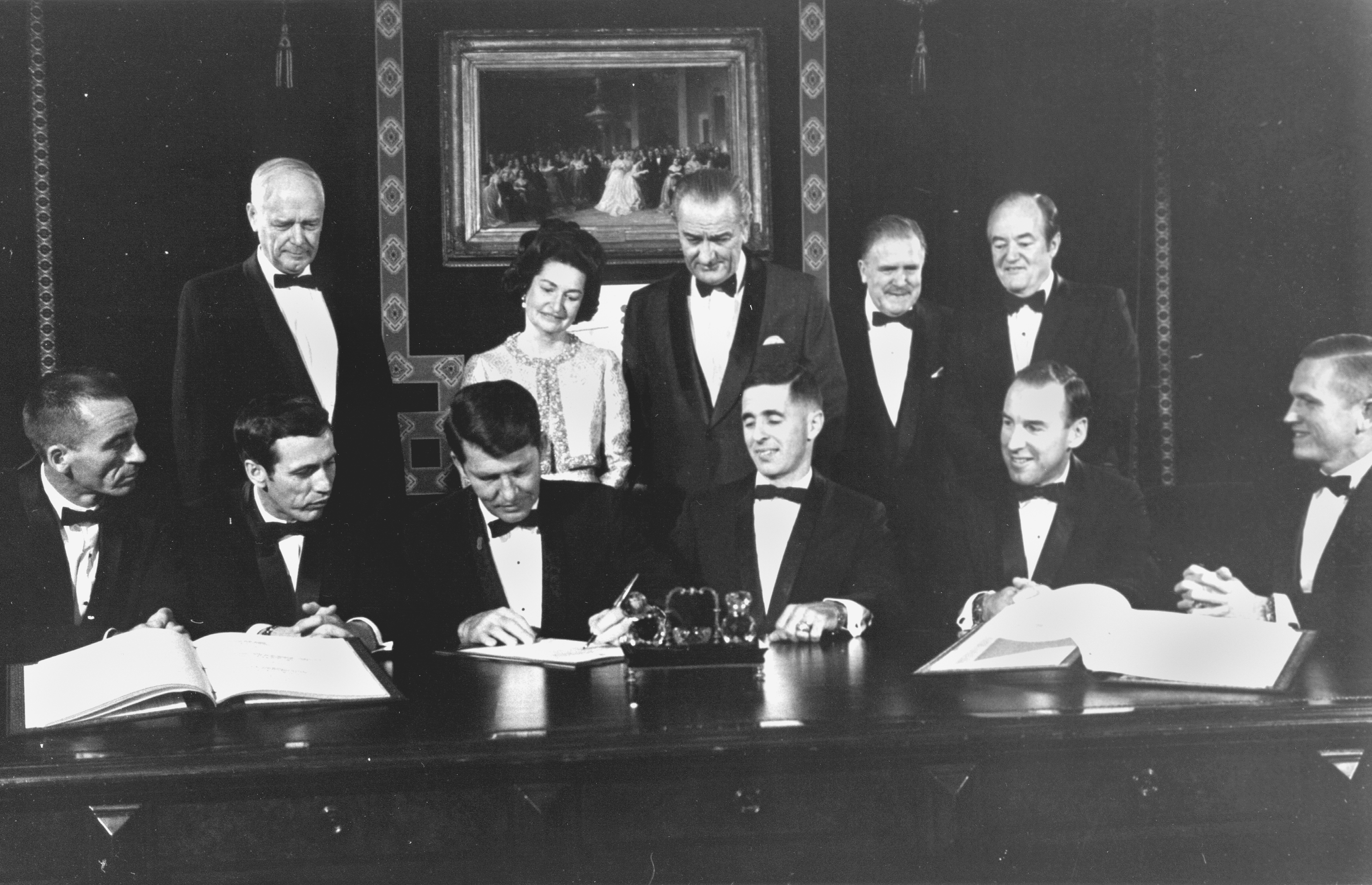
Les équipages d'Apollo 7 et d'Apollo 8 à la Maison Blanche.

Apollo 7 est une mission spatiale habitée réalisée par la National Aeronautics and Space Administration (NASA) en octobre 1968. C'est la première mission du programme américain Apollo à transporter un équipage dans l'espace. C'est également le premier vol spatial américain avec des astronautes à bord depuis Gemini 12 en novembre 1966. La mission AS-204, également appelée Apollo 1, était destinée à être le premier vol avec équipage du programme Apollo. Son lancement était prévu pour février 1967, mais un incendie dans la cabine lors d'un test en janvier 1967 provoque la mort de l'équipage. Les vols habités sont alors suspendus pendant 21 mois, le temps d'étudier les causes de l'accident et d'apporter des améliorations à l'engin spatial et aux procédures de sécurité, ainsi que pour réaliser des vols d'essai sans équipage de la fusée Saturn V et du module lunaire Apollo. Apollo 7 accomplit la mission d'Apollo 1 qui consistait à tester le module de commande et de service (CSM) d'Apollo en orbite terrestre basse.
L'équipage d'Apollo 7 est commandé par Walter M. Schirra, avec le pilote / navigateur principal Donn F. Eisele, et le pilote / ingénieur système R. Walter Cunningham. Les fonctions officielles de l'équipage ont les mêmes noms que ceux qui seraient utilisés pour les missions d'atterrissage avec équipage sur la Lune : Eisele est le pilote du module de commande et Cunningham le pilote du module lunaire. Leur mission est la mission « C » d'Apollo, un vol d'essai en orbite terrestre de 11 jours pour tester le nouveau bloc II CSM avec un équipage à bord. C'est la première fois qu'un lanceur Saturn IB envoie un équipage dans l'espace. Apollo 7 est la première mission spatiale américaine de trois personnes, et la première à inclure une émission de télévision en direct depuis un vaisseau spatial américain. Elle est lancée le 11 octobre 1968 depuis ce qui est alors la base de l'armée de l'air de Cap Kennedy, en Floride. Malgré les tensions entre l'équipage et les contrôleurs au sol, la mission est un succès technique complet, donnant à la NASA la confiance nécessaire pour envoyer Apollo 8 en orbite autour de la Lune deux mois plus tard. Le vol s'avère être le dernier pour ses trois membres d'équipage — et le seul pour Cunningham et Eisele — lorsqu'il amerrit dans l'océan Atlantique le 22 octobre 1968. C'est également le seul lancement avec équipage depuis le complexe de lancement 34, ainsi que le dernier lancement depuis ce complexe.

## Contexte
Apollo 7 est la première mission emportant un équipage du programme Apollo développé par l'agence spatiale américaine, la NASA. Pour atteindre l'objectif final consistant à déposer des astronautes sur la Lune avant la fin de la décennie 1960, les responsables du programme ont prévu plusieurs missions destinées à mettre au point progressivement les trois composants principaux de la mission lunaire : la fusée géante Saturn V, le vaisseau Apollo qui doit transporter l'équipage et le module lunaire qui doit déposer les hommes sur la Lune.

### L'incendie d'Apollo 1

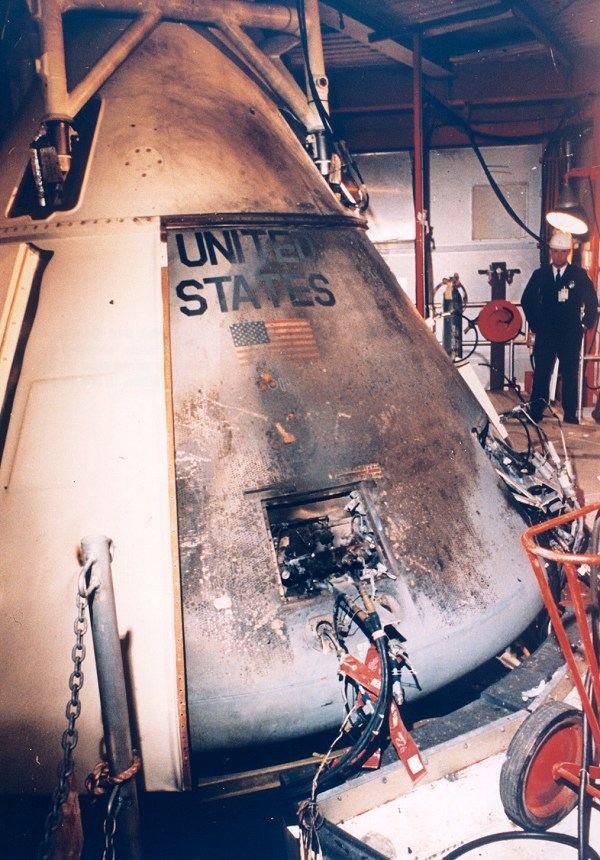
La capsule Apollo 1 après l'incendie.

Le planning des premiers vols Apollo est bouleversé le 27 janvier 1967 par l'incendie de la cabine du vaisseau Apollo durant des tests au sol alors que le lancement de la première mission est programmé trois semaines plus tard. L'équipage de la mission Apollo 1, composé de Virgil Grissom, Ed White et Roger Chaffee périt durant l'incident, victime d'une asphyxie. L'enquête, qui est menée par la suite et qui ébranle profondément l'agence spatiale qui n'avait jamais perdu d'astronautes jusque là, n'arrive pas à déterminer l'origine précise de l'incendie provoqué par un court-circuit électrique. Mais le rapport démontre que le vaisseau Apollo souffre de nombreux problèmes faisant courir un risque pour l'équipage : câblage électrique approximatif, nombreux matériaux inflammables, écoutille dont l'ouverture est trop complexe pour être réalisée rapidement, etc.
Le futur équipage de la mission Apollo 7, composé de Walter Schirra, Donn Eisele et Walter Cunningham avait été désigné le 29 septembre 1966, avant l'incendie, pour effectuer le deuxième vol de mise au point en orbite terrestre du module de commande et de service dans sa version Bloc I, une version intermédiaire incapable de s'amarrer au module lunaire. Mais en décembre 1966, cette deuxième mission, baptisée Apollo 2, avait été jugée redondante et est annulée : l'équipage de Schirra vient renforcer celui de Grissom.

### Les premières missions: d'Apollo 4 à Apollo 6
L'incendie repousse de 18 mois le premier vol avec équipage car il faut revoir en profondeur le vaisseau Apollo. Le premier vol du programme Apollo est donc sans équipage et a lieu le 9 novembre 1967 : Apollo 4 teste en vol pour la première fois la fusée géante Saturn V. La mission, qui emporte une version non modifiée du vaisseau Apollo ainsi qu'une maquette du module lunaire, est un succès. La deuxième mission du programme, Apollo 5, est lancée le 22 janvier 1968. Une version non finalisée du module lunaire est lancée par une fusée Saturn IB et est testée avec succès sur une orbite terrestre. Apollo 6 lui succède le 4 avril 1968. Ce deuxième test, toujours sans équipage, du lanceur Saturn V est émaillé d'incidents : effet pogo à la fin de la combustion du premier étage, extinction prématurée de deux moteurs J-2 du deuxième étage, échec du deuxième allumage du troisième étage. Heureusement l'origine de toutes ces anomalies peut être identifiée et corrigée.

### Désignation de l'équipage d'Apollo 7
Les modifications du vaisseau Apollo ayant été finalisées, le vol suivant, baptisé Apollo 7, est programmé pour tester la nouvelle version du vaisseau Apollo (Block II). Celle-ci est considérée comme suffisamment fiable pour emporter le premier équipage du programme Apollo. Le 18 mai 1967 Deke Slayton officialise sa composition : Walter Schirra, Donn Eisele et Walter Cunningham. Le module de commande (CM) et les combinaisons spatiales des astronautes sont largement redessinés, afin de réduire et d'éliminer le risque de répétition de l'accident qui a tué le premier équipage.

## Objectifs de la mission

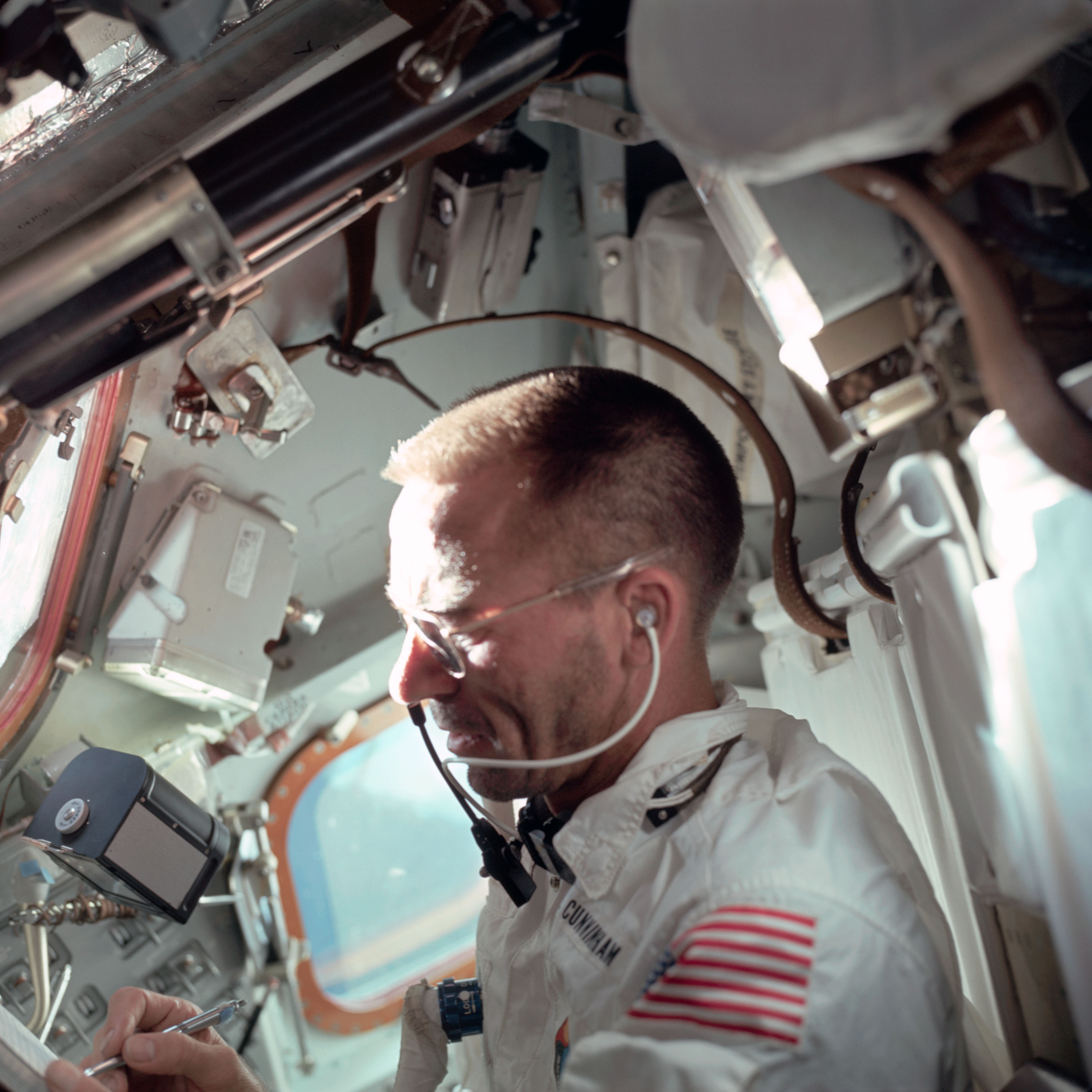
Image provenant du film Apollo 7.

L'objectif principal de la mission Apollo 7 est de tester les systèmes de survie, de propulsion, de guidage et de contrôle du vaisseau Apollo dont de nombreuses caractéristiques ont été revues à la suite de l'incendie. Les objectifs de la mission peuvent être remplis en trois jours mais les responsables de la mission souhaitent simuler le fonctionnement des équipements sur la durée d'une mission lunaire. Aussi est-il prévu de la prolonger éventuellement  jusqu'à 11 jours, si le vol se déroule de manière nominale (La mission d'Apollo 1 devait durer 14 jours). Comme il vole en orbite terrestre basse et ne comprend pas le module lunaire (LM), Apollo 7 est lancé avec la fusée Saturn IB plutôt qu'avec la bien plus grande et plus puissante Saturn V.
Les principaux objectifs de la mission sont de démontrer l'adéquation de son système de contrôle d'attitude pour une opération en orbite, démontrer la capacité de sécurisation orbitale du S-IVB et évaluer les modifications apportées à la ligne d'allumage du moteur S-IVB J-2. L'un des buts de la mission est également de tester les performances du module de commande et de service et de l'équipage lors d'un vol orbital. La NASA cherche à évaluer la capacité du système de contrôle de la navigation à guider l'entrée en orbite terrestre, vérifier les manœuvres du système de contrôle de la stabilisation et du système de contrôle de la réaction automatique et manuelle de l'attitude et effectuer une simulation de séparation, de transposition et d'amarrage du module de commande et de service et de l'étage S-IVB. Enfin, l'évaluation de l'activité intravéhiculaire de l'équipage en général fait également partie des visées de la mission,.

## Équipage et équipes de soutien

### Équipage

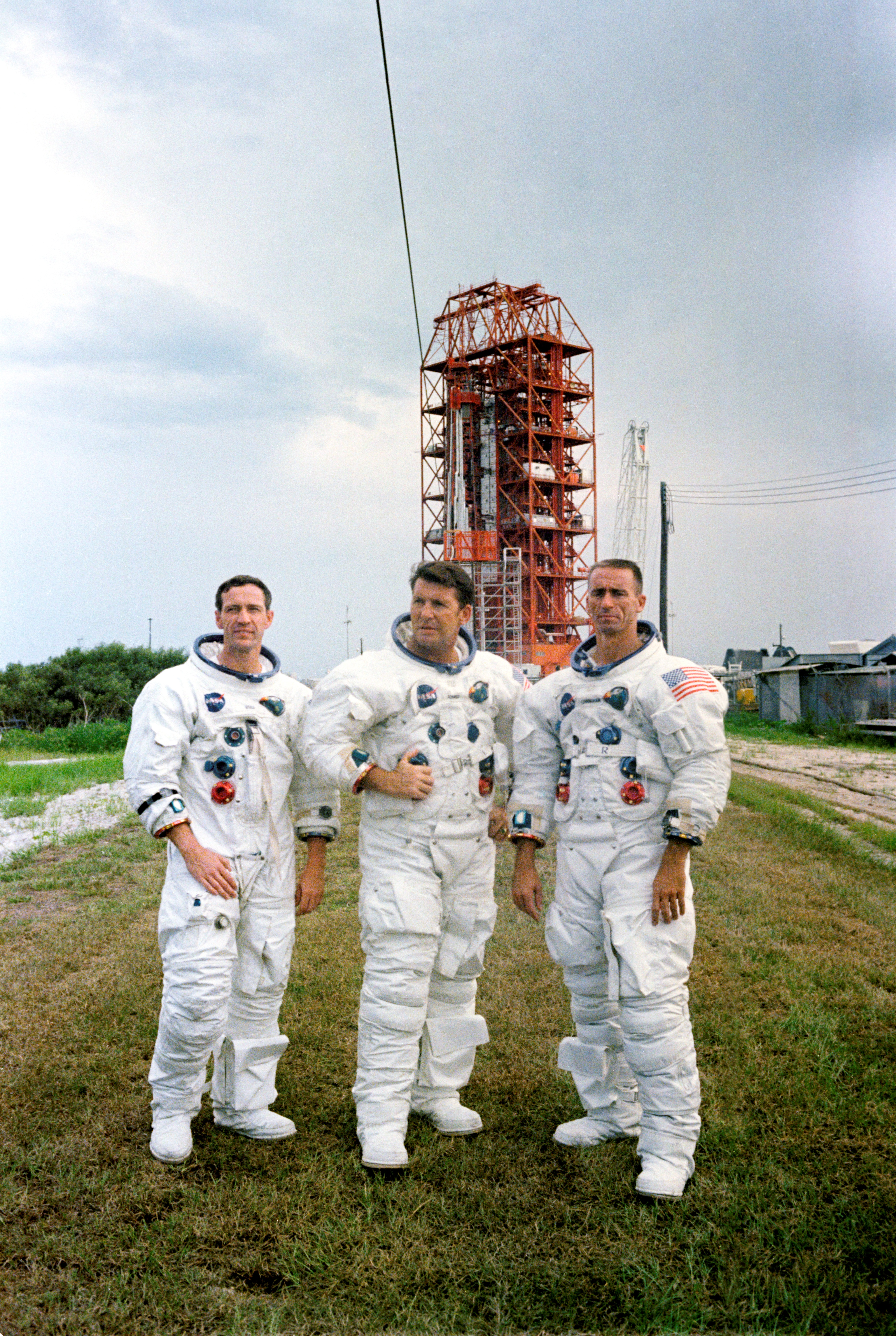
L'équipage principal d'Apollo 7 à l'aire de lancement 34. Les astronautes, de gauche à droite : Donn F. Eisele, Walter M. Schirra, Jr. et Walter Cunningham.

La composition de l'équipage principal d'Apollo 7 est officiellement annoncée le 18 mai 1967. Il comprend Walter Marty Schirra Jr., le commandant de la mission, Donn Fulton Eisele, le pilote du module de commande, et Ronnie Walter Cunningham, le pilote du module lunaire. Les dénominations officielles des fonctions des différents membres de l'équipage est la même pour tous les vols Apollo, bien qu'il n'y ait pas, sur Apollo 7 par exemple, de LM à bord,.
Schirra est un vétéran de la NASA — il fait partie du premier groupe d'astronautes sélectionnés, Mercury Seven — et a déjà piloté la mission Mercury-Atlas 8 (Sygma 7), le premier vol spatial longue durée, en 1962. Il est le commandant de la mission Gemini 6, qui effectue le premier rendez-vous spatial de deux véhicules habités, avec Gemini 7, en décembre 1965. Sa participation à la mission Apollo 7 fait de lui le seul astronaute à avoir volé pour les programmes Mercury, Gemini et Apollo. Avant le lancement d'Apollo 7, Schirra annonce sa décision de se retirer après le vol, et il quitte le corps des astronautes de la NASA le 1er juillet 1969,.
Donn Eisele, le pilote du module de commande et de service, est un novice de l'espace. Il est sélectionné dans le troisième groupe d'astronautes, The Fourteen, en 1963,. Apollo 7 est son premier et seul voyage dans l'espace. En 1969, il est nommé dans l'équipage de réserve de la mission Apollo 10,. Il quitte le corps des astronautes en 1970 pour une mission au centre de recherche Langley à Hampton, en Virginie,.
En octobre 1963, Walter Cunningham fait partie du troisième groupe d'astronautes sélectionnés par la NASA, tout comme Eisele. Il occupe le poste de pilote du module lunaire pour le vol de onze jours d'Apollo 7, bien que le vol ne comporte pas de LM et il est responsable de tous les systèmes du vaisseau spatial, à l'exception du lancement et de la navigation. Après le vol, Cunningham dirige la branche Skylab du corps des astronautes et quitte la NASA en 1971.
| Poste                                      | Astronaute               | Vols précédents           | Réf.   |
| ------------------------------------------ | ------------------------ | ------------------------- | ------ |
| Commandant de la mission                   | Walter Marty Schirra Jr. | Mercury-Atlas 8, Gemini 6 | ,      |
| Pilote du module de commande et de service | Donn Fulton Eisele       | Première et seule mission | [ 24 ] |
| Pilote du module lunaire                   | Ronnie Walter Cunningham | Première et seule mission | [ 32 ] |

### Équipage de réserve

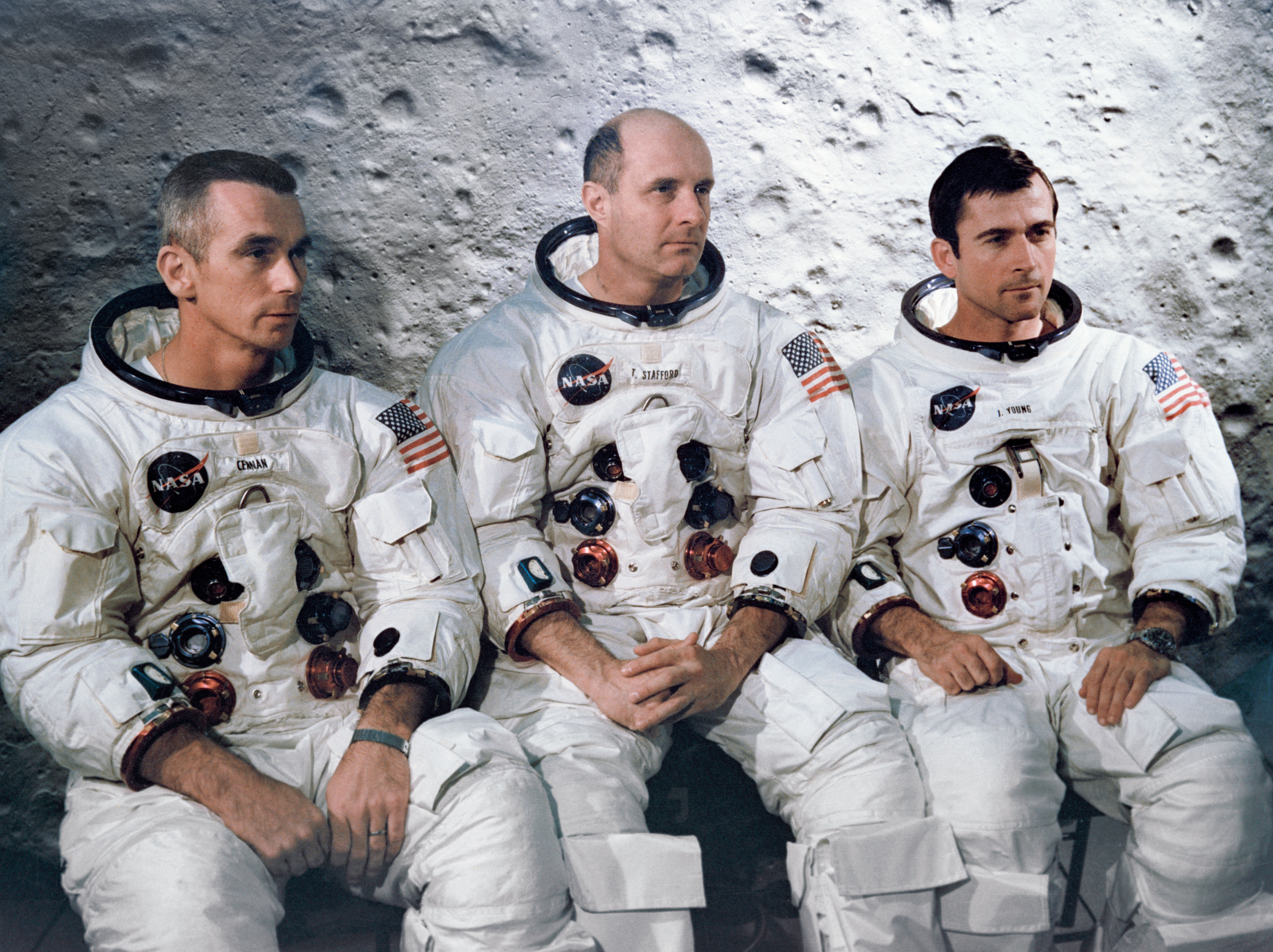
L'équipage de réserve d'Apollo 7. De gauche à droite : Eugene Cernan, Thomas Stafford et John Young (ici avant Apollo 10).

L'équipage de réserve, composé du commandant, Thomas Patten Stafford, des pilotes du CMS, John Watts Young et du LM, Eugene Andrew Cernan, serait prêt à effectuer la mission au cas où quelque chose arriverait à l'équipage principal. Le rôle de l'équipe de réserve est de s'entraîner et d'être prêt à voler en cas de problèmes pour la première escouade. Les équipes de réserve, selon la rotation, sont assignées comme équipe principale trois missions après leur affectation de réserve.
Thomas Stafford est sélectionné par la NASA en 1962, au sein du groupe d'astronautes 2, The New Nine. Il est le copilote de Walter Schirra lors de la mission Gemini 6 et commandant de réserve de Gemini 9, mais les deux membres de l'équipage, Charles Bassett et Elliot See, meurent dans un accident d'avion, faisant de Stafford et Eugene Cernan l'équipe principale. Il est nommé commandant d'Apollo 10 au printemps 1968 et sera également commandant de la mission Apollo-Soyouz. Entre-temps, il a occupé le poste de chef du Bureau des astronautes.
John Young, tout comme Stafford, fait partie du groupe d'astronautes 2. Il a été pilote de la mission Gemini 3 en compagnie du commandant, Virgil Grissom, puis  commandant de Gemini 10, avec Michael Collins comme pilote. Il sera par la suite pilote du CSM d'Apollo 10 puis, après avoir été commandant de réserve d'Apollo 13. Il sera par la suite commandant d'Apollo 16, devenant le neuvième homme à fouler le sol lunaire. Il effectue en 1981, le premier vol de la navette spatiale américaine avec Robert L. Crippen, devenant le premier astronaute ayant cinq missions spatiales. Il en ajoute une sixième en novembre 1983 avec STS-9,.
Eugene Cernan fait partie du troisième groupe d'astronautes qui a été sélectionné par la NASA en 1963. Il a effectué sa première mission avec Gemini 9 en compagnie de Stafford. Il sera par la suite pilote du module lunaire d'Apollo 10, puis commandant de réserve d'Apollo 14. En tant que commandant d'Apollo 17, il sera le dernier homme à marcher sur la Lune.
| Poste                                      | Astronaute             | Vols précédents     | Réf.   |
| ------------------------------------------ | ---------------------- | ------------------- | ------ |
| Commandant de la mission                   | Thomas Patten Stafford | Gemini 6, Gemini 9  | ,      |
| Pilote du module de commande et de service | John Watts Young       | Gemini 3, Gemini 10 | ,      |
| Pilote du module lunaire                   | Eugene Andrew Cernan   | Gemini 9            | [ 52 ] |

### Support
Pour les projets Mercury et Gemini, chaque mission a un équipage principal et une équipage de réserve. Pour Apollo, une troisième équipe d'astronautes, connu sous le nom d'équipe de soutien, est chargée du plan de vol, des listes de contrôle et des règles de base de la mission. Elle veille à ce que les équipages principal et de réserve soient informés de tout changement. Elle élabore les procédures testées dans les simulateurs, en particulier celles reproduisant les situations d'urgence, qui sont mises en œuvre lorsque les deux équipages s'entrainent dans le simulateur.
Ronald E. Evans, John L. Swigert et Ed Givens sont affectés à l'équipe de soutien pour la mission,. Givens meurt dans un accident de voiture le 6 juin 1967, et William R. Pogue est désigné pour le remplacer. Evans participe aux essais du matériel au Centre spatial Kennedy. Swigert est le communicateur de capsule (CAPCOM) et travaille sur les aspects opérationnels de la mission. Pogue s'occupe de la modification des procédures. L'équipage de soutien remplace également l'équipage principal et l'équipage de réserve lorsque ceux-ci ne sont pas disponibles.

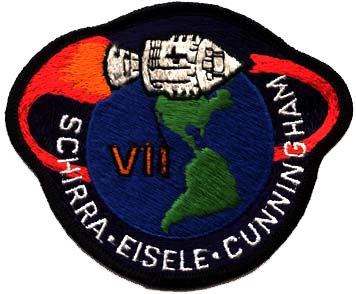
L'insigne de la mission Apollo 7.

Le Capsule Communicator (CAPCOM) est un astronaute du centre de contrôle de la mission à Houston, au Texas, qui est la seule personne à communiquer directement avec l'équipage. Les communicateurs de capsule pour la mission sont Stafford, Evans, Pogue, Swigert, Young et Cernan. Les directeurs de vol sont Glynn S. Lunney (première équipe), Eugene F. Kranz (deuxième équipe) et Gerald D. Griffin (troisième équipe).

## Le lanceur et sa charge utile

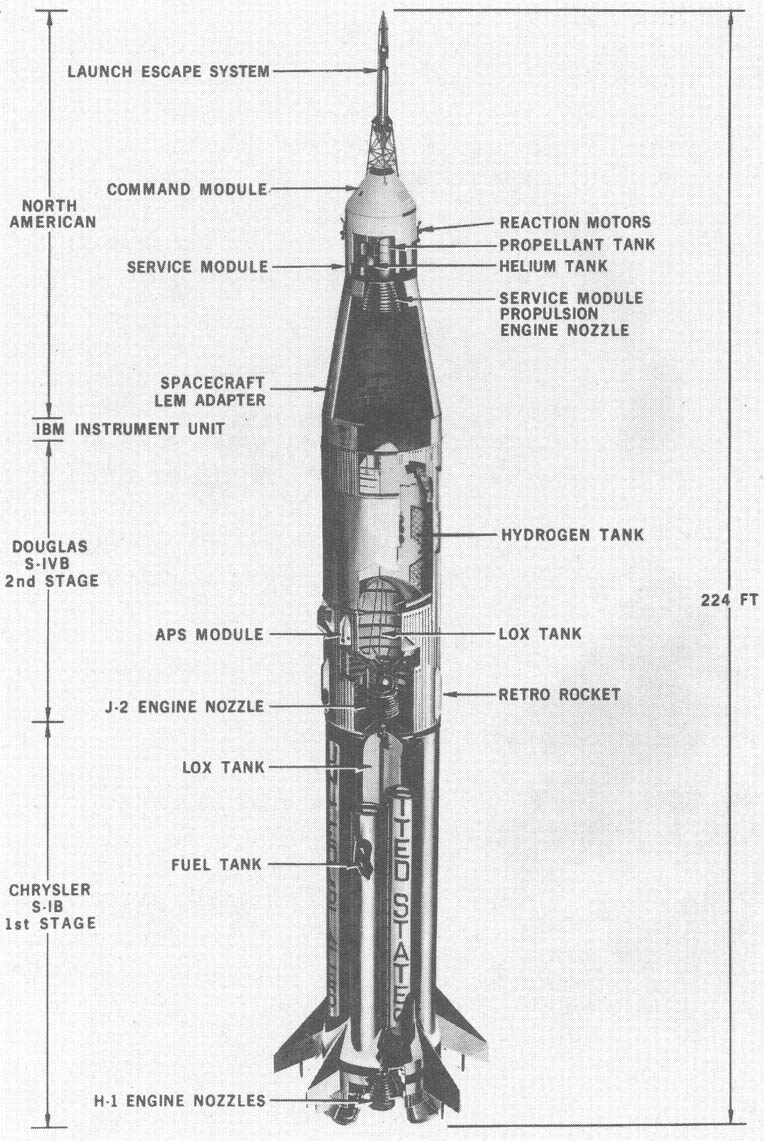
Dessin en coupe du lanceur Saturn IB.

L'objectif principal de la mission étant de tester le vaisseau Apollo, la charge utile est constituée uniquement de ce dernier. La mise en orbite du vaisseau est confiée au lanceur lourd Saturn IB capable de placer environ 19 tonnes sur une orbite basse. Le vaisseau Apollo est surmonté de la tour de sauvetage qui est utilisée pour arracher la capsule contenant les astronautes en cas de défaillance du lanceur.

### Vaisseau Apollo
Le vaisseau Apollo qui est utilisé pour la mission Apollo 7 est une version dite "Bloc 2" profondément remaniée par rapport à l'exemplaire détruit par l'incendie dans lequel a péri l'équipage d'Apollo 1. Le vaisseau a été fiabilisé mais surtout toutes les sources potentielles d'incendie ont été systématiquement supprimées. L'implémentation de ces modifications a nécessité une année entière et a coûté 75 millions US$. La masse du vaisseau a augmenté de 1 750 kilogrammes : avec ce surpoids la charge utile d'une mission lunaire se situe aux limites des capacités de la fusée Saturn V. Le système de support de vie a été modifié : au lancement l'atmosphère de la cabine, qui était à l'origine composée uniquement d'oxygène, est remplacée par une atmosphère composée à 40% d'azote. Au cours de l'ascension l'azote est progressivement remplacé par de l'oxygène. La nouvelle écoutille de 32 kilogrammes peut être ouverte en quelques secondes. Les matériaux inflammables présents sont systématiquement soit remplacés soit enchâssés dans des gaines ou boitiers non inflammables. Le nylon qui constituait la couche externe de la combinaison spatiale  des astronautes est remplacé par un matériau utilisant de la fibre de verre auquel sont ajoutées quatorze couches d'un matériau résistant au feu. Le papier est banni de la cabine et l'équipage d'Apollo 7 se plaindra de ne disposer ni de magazines ni de livres pour combler la monotonie de son long séjour dans l'espace.
Le vaisseau Apollo est composé du module de commande dans lequel vit l'équipage et du module de service qui contient le système propulsif principal et différents équipements du système de support de vie. Le module de commande (CM), un engin de forme conique d'environ 3,9 m de diamètre à sa base, offre un volume habitable de 6,2 m3 et sert de centre de commandement, de contrôle et de communication. Complété par le module de service (SM), il fournit tous les éléments de survie de l'équipage. Le CM contrôle l'attitude autour de trois axes et sert également de navire flottant en mer lors de l'amerrissage. Le SM est un cylindre de 3,9 m de diamètre et de 6,7 m de long. La masse de l'engin spatial de 14 781 kg, y compris les propergols et les consommables. Le SM fournit la propulsion principale et la capacité de manœuvre orbitale. Il est largué juste avant la rentrée dans l'atmosphère du CM. Il n'y a pas de module lunaire ou de maquette sur ce vol.

### Lanceur Saturn IB
La fusée spatiale Saturn IB (ou Saturn 1B) est une version améliorée du lanceur Saturn I, qui dispose d'un second étage plus puissant, le S-IVB. Contrairement à Saturn I, le modèle IB est capable de placer le module de commande d'Apollo en orbite terrestre, ce qui en fait le lanceur choisi pour tester le vaisseau Apollo pendant que la fusée Saturn V, nécessaire au lancement du véhicule spatial complet, est encore en cours d'élaboration. Saturn IB est utilisée plus tard pour les missions habitées Skylab et le projet Apollo-Soyouz.
La nouvelle Saturn IB, avec une capacité de charge utile d'au moins 16 000 kg, remplace la Saturn I pour les essais en orbite terrestre, ce qui permet au module de commande et de service de voler avec une charge partielle de carburant. Il permet également de lancer séparément le module lunaire de 15 000 kg pour des essais en orbite terrestre sans équipage, en attendant que le lanceur Saturn V soit prêt à voler,.

## Déroulement de la mission

### Préparatifs
Le compte à rebours commence à 19 h GMT le 6 octobre 1968. Trois arrêts sont prévus. Les deux premiers, à H-72 heures pendant six heures et à H-33 heures pendant trois heures, laissent suffisamment de temps pour régler les problèmes éventuels du vaisseau spatial. Le dernier, à H-6 heures, prévoit une période de repos pour l'équipe de lancement. Six heures plus tard, l'horloge reprend à 9 h GMT, le 11 octobre 1968.
Le compte à rebours final se déroule sans encombre jusqu'à H-10 minutes, lorsque le refroidissement de la chambre de combustion est lancé pour l'étage S-IVB du lanceur. La procédure dure plus longtemps que nécessaire et aurait nécessité un arrêt de l'horloge à H-15 minutes si la température adéquate n'avait pas été atteinte à temps pour le lancement de la séquence de compte à rebours automatique. En conséquence, une mise en attente est effectuée à H-6 minutes 15 secondes, elle dure 2 minutes 45 secondes. L'analyse, après le lancement, détermine que le refroidissement se serait produit sans la mise en attente du compte à rebours, mais elle est recommandée en temps réel pour répondre aux exigences de température révisées. À 14 h 56 min 30 s GMT, le compte à rebours reprend et continue à défiler sans autre problème.
Un grand système de haute pression centré sur la Nouvelle-Écosse provoque de forts vents de surface d'est au moment du lancement. Les vents en altitude, au-dessus de 9 100 m, sont légers et proviennent de l'ouest. La vitesse des vents de surface est la plus élevée observée pour tout lanceur Saturn à ce jour. Quelques nuages épars se trouvent dans la région. Les cumulonimbus couvrent 30 % du ciel avec une base à 640 m, une visibilité de 16 km, une température de 28,2 °C, une humidité relative de 65 %, un point de rosée de 21,1 °C, une pression barométrique de 1 018 hpa et des vents de 36,7 km/h à 90° du nord vrai, mesurés par l'anémomètre du poteau d'éclairage à 18 m au-dessus du sol sur le site de lancement.

### Lancement
Apollo 7 est lancé depuis le complexe de lancement 34 à Cape Kennedy, en Floride. Le décollage a lieu à 15 h 2 min 45 s GMT (11 h 2 min 45 s EDT) le 11 octobre 1968, bien à l'intérieur de la fenêtre de lancement prévue de 15 h 0 min 0 s à 19 h 0 min 0 s GMT,,. La fusée s'élève lentement au-dessus du sol car la poussée des moteurs du premier étage n'est initialement que faiblement supérieure à la masse du lanceur (726 tonnes de poussée pour une masse de 590 tonnes). L'accélération subie par les astronautes est beaucoup plus faible que celle ressentie par les équipages ayant volé jusque là à bord des vaisseaux Mercury ou Gemini. Quelques instants après le décollage, le véhicule qui  avait pris une direction de 100° pivote pour adopter un azimut de vol de 72°. Le premier étage fournit une poussée continue jusqu'à la coupure du moteur central qui intervient après 2 minutes et 20 secondes de vol. Les moteurs s'arrêtent 3,67 secondes plus tard alors que la fusée a atteint une vitesse de 1 975 m/s. La vitesse et l'altitude atteintes sont très proches de celles prévues,,.

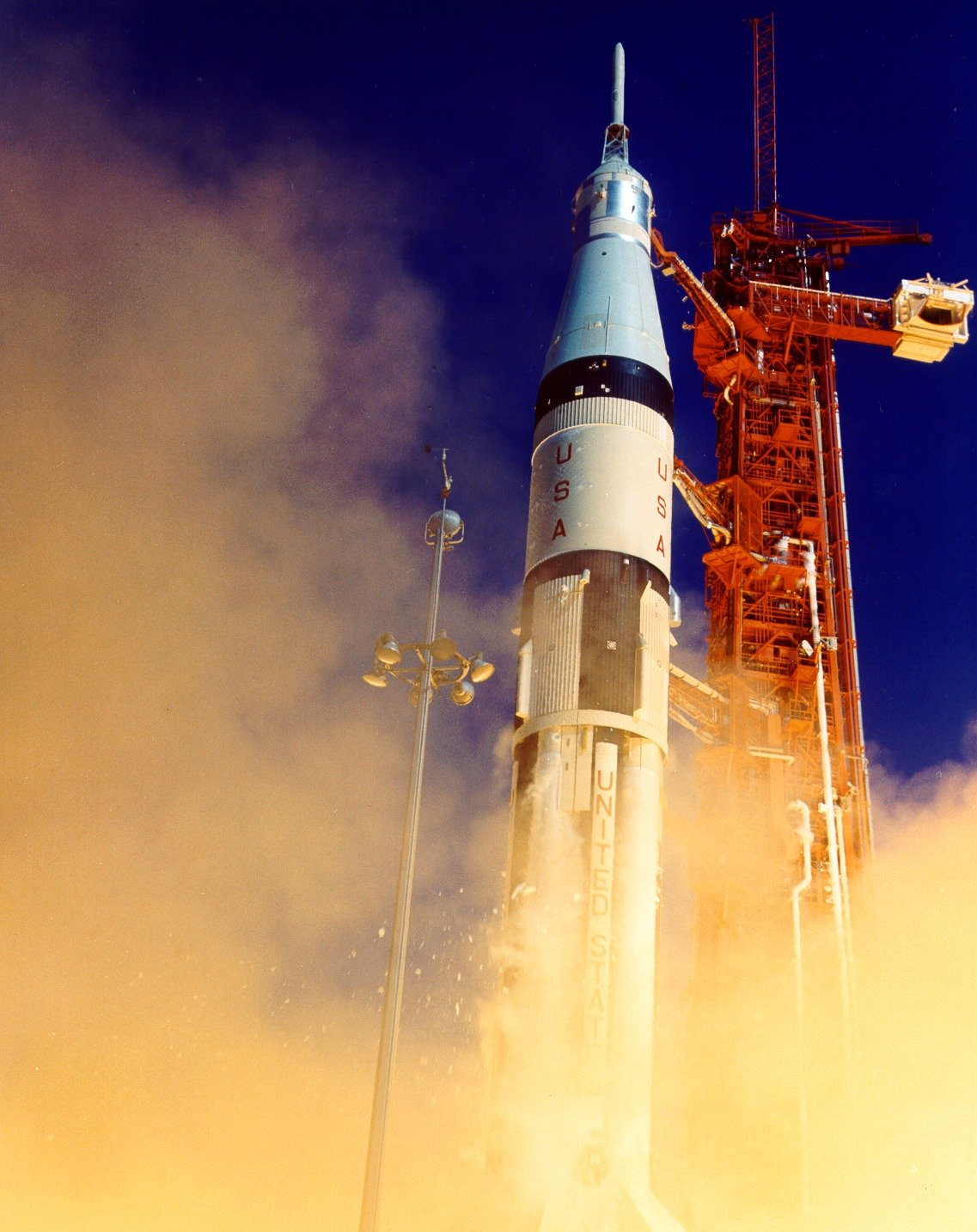
Décollage d'Apollo 7 du complexe de lancement 34 de Cap Kennedy.

L'étage S-IB est largué 2 minutes et 26 secondes après le décollage. Il va s'écraser dans l'Océan Atlantique à environ 500 kilomètres du pas de tir. Une seconde plus tard le moteur du deuxième étage S-IVB est allumé. Son arrêt intervient un peu moins de huit minutes plus tard. Les déviations par rapport à la trajectoire prévue sont de seulement 0,7 m/s en vitesse et 100 m en altitude. Le temps de combustion du S-IVB, de 469,79 secondes est à une seconde près de la prévision, et toutes les limites de charge structurelle sont bien dans les tolérances pendant l'ascension,,.
L'impact probable du S-IB éjecté est déterminé à partir d'une trajectoire théorique de vol libre. En supposant que le booster soit resté intact pendant l'entrée dans l'atmosphère, l'impact s'est produit dans l'océan Atlantique à 29° 46′ N, 75° 43′ O, à 490 km du site de lancement,,.
Après 10 minutes et 26 secondes de vol, l'engin spatial entre en orbite terrestre, moment déterminé pour la coupure du S-IVB, dix secondes plus tard que prévu, pour tenir compte de l'arrêt du moteur et d'autres effets transitoires. Au moment de l'insertion, les conditions sont les suivantes : l'apogée et le périgée sont de 282,13 × 227,8 km, l'inclinaison est de 31,608°, la période orbitale de 89,55 minutes, et la vitesse de 7 782 m/s,,.

### Déroulement de la mission

Le 2e étage (S-IVB).

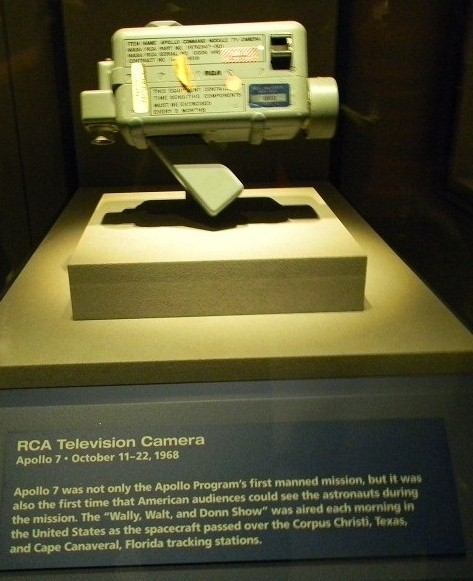
Caméra RCA exposée au Centre spatial Kennedy.

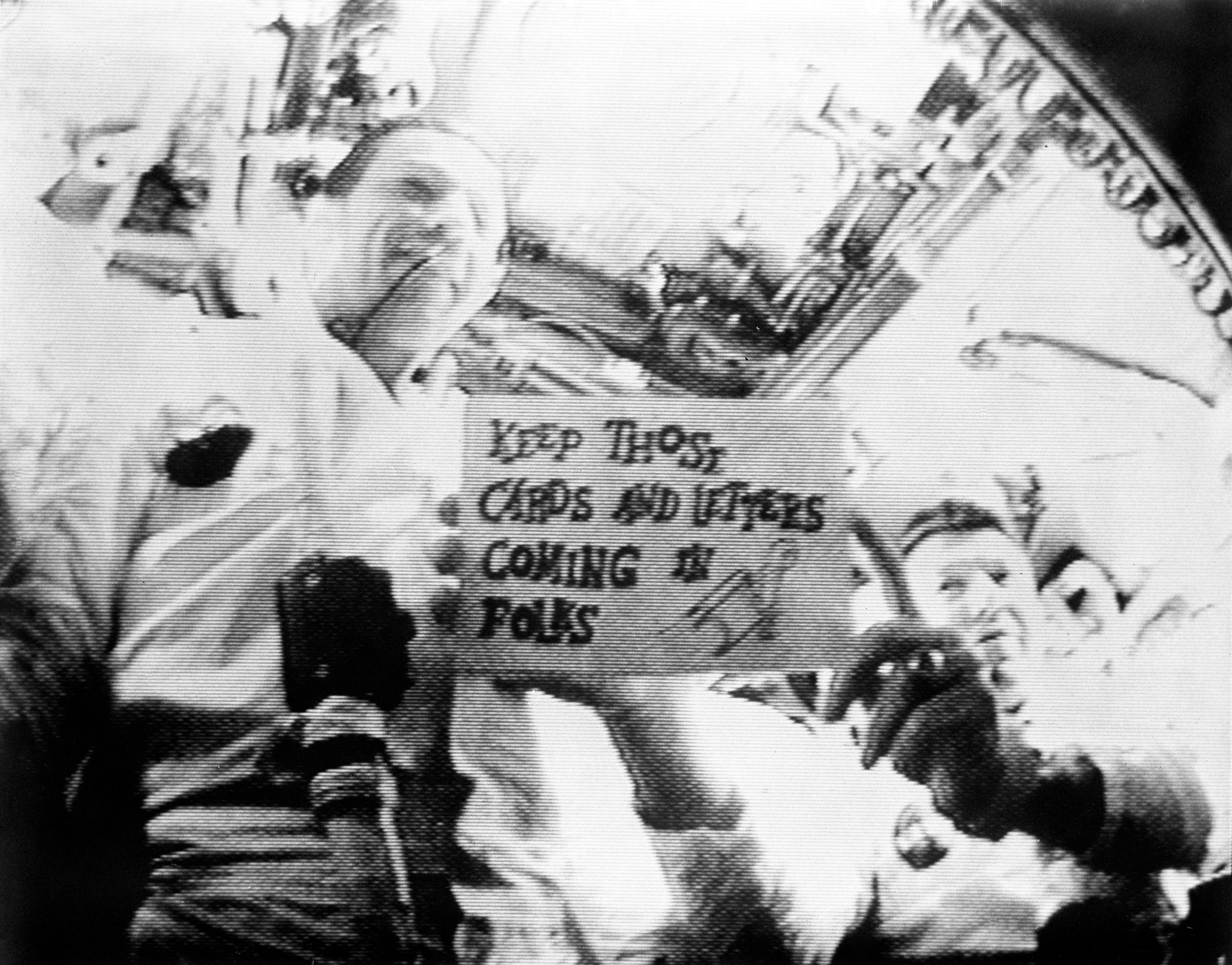
Première retransmission télévisée depuis l'espace

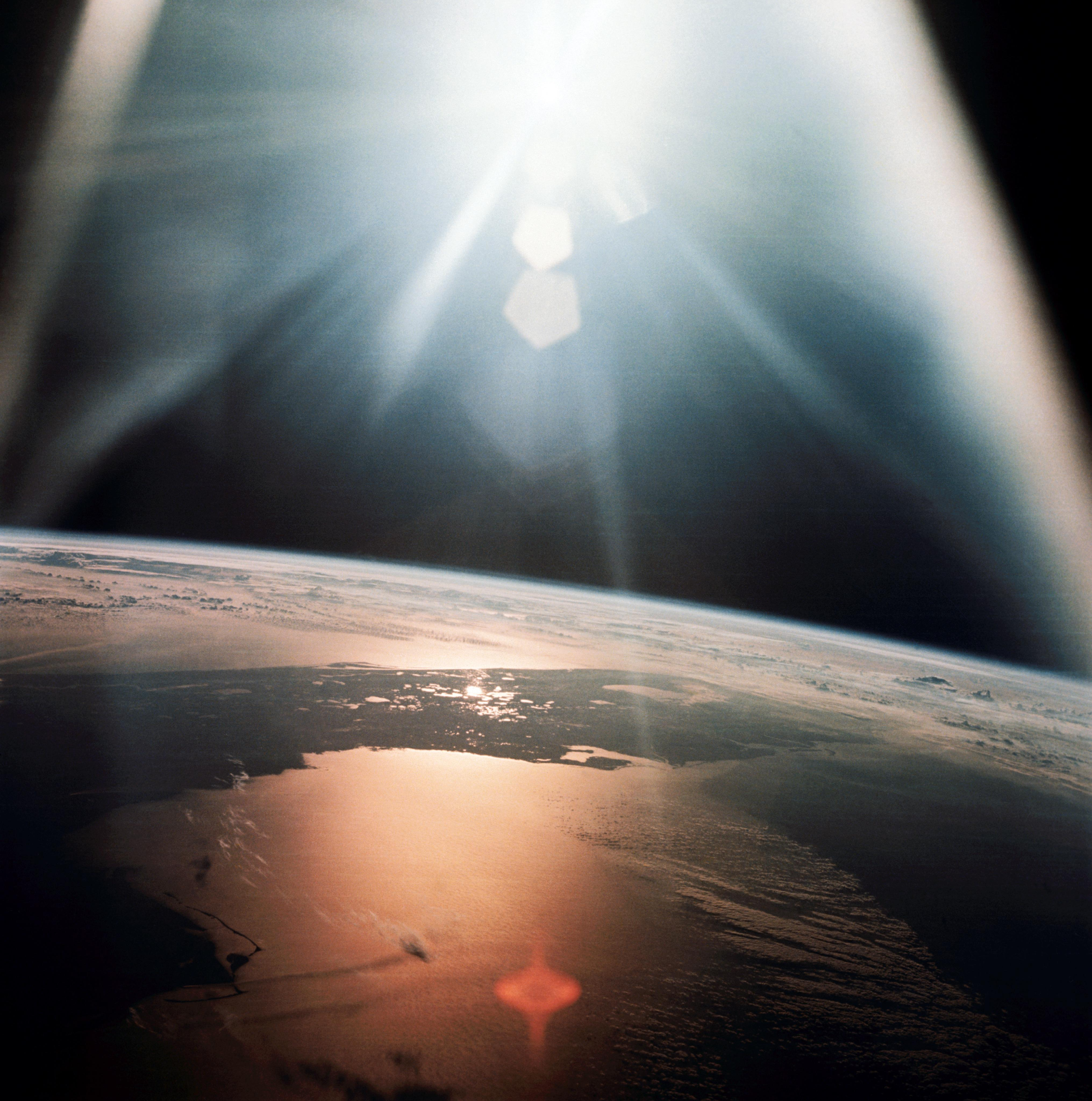
La Floride.

L'un des objectifs d'Apollo 7 est de « sécuriser » l'étage S-IVB en abaissant la pression dans les réservoirs de propergol à un niveau qui permettrait un rendez-vous sûr et des manœuvres d'amarrage simulées. La mise en sécurité doit se dérouler en plusieurs étapes. Tout d'abord, celle du réservoir LH2 doit être effectuée par trois purges préprogrammées ; cependant, quatre dégazages supplémentaires sont nécessaires parce que celles qui ont été préprogrammées ne permettent pas de mettre le réservoir en sécurité de manière adéquate dans les conditions orbitales rencontrées. La première purge a lieu après 10 minutes et 17 secondes de vol, et la dernière après 5 heures, 11 minutes et 15 secondes . Les sept purges durent au total 3 274,1 secondes. Ensuite, une vidange d'oxygène liquide est lancée, suivie d'une évacuation d'hélium froid. Enfin, une purge d'hélium de la sphère de contrôle de l'étage commence, mais elle est interrompue par une commande au sol afin d'économiser l'hélium restant pour la commande de la soupape d'aération et de décharge du réservoir LH2. La mise en sécurité est cependant effectuée de manière adéquate,,.
Au cours de la deuxième orbite, l'équipage constate que l'un des panneaux adaptateurs LM du S-IVB n'est déployé qu'à 25° au lieu des 45° prévus. Il s'est complètement ouvert, mais un câble de retenue conçu pour empêcher la fermeture du panneau est resté coincé et le panneau s'est partiellement fermé. Ce n'est pas un problème car les panneaux seraient largués lors de futures expériences. À la 19e révolution, le panneau est passé en position d'ouverture totale.
Deux mises à feu du système de propulsion de service sont nécessaires pour le rendez-vous avec le S-IVB. La manœuvre de rendez-vous est importante car elle démontre la capacité du vaisseau spatial à rejoindre le LM (représenté par le S-IVB) si l'étape d'ascension devenait problématique après avoir quitté la surface lunaire. Cependant, l'équipage signale que la manœuvre de freinage à commande manuelle est gênante car aucune donnée de télémesure de secours fiable n'est disponible, comme ce serait le cas lors d'un véritable rendez-vous avec le module lunaire,.
Pour assurer un rendement maximum d'Apollo 7, il est prévu d'atteindre le plus grand nombre possible d'objectifs primaires et secondaires dès le début du vol, et, à la fin de la deuxième journée, plus de 90 % sont atteints,,.
La première des sept transmissions de télévision commence après 71 heures et 43 minutes de vol et dure sept minutes. C'est la première transmission télévisée en direct depuis un vaisseau spatial américain habité. L'équipage ouvre la diffusion avec une pancarte qui dit « De la belle cabine Apollo, au-dessus de toute chose ». Ils dirigent ensuite la caméra vers un hublot alors que le vaisseau spatial passe au-dessus de La Nouvelle-Orléans puis au-dessus de la péninsule de Floride. Le mouvement orbital du vaisseau spatial est bien visible,.
La deuxième transmission télévisée est programmée à peu près 24 heures plus tard et dure environ onze minutes. Le programme comprend une visite du module de commande avec une démonstration du dispositif de simulation, et une tentative de montrer la condensation de l'eau à l'intérieur du vaisseau spatial,.
Plusieurs photographies de la Terre sont prises, en utilisant un appareil Hasselblad 500C 70 mm. Elles sont utilisées pour étudier l'origine des baies de Caroline aux États-Unis, l'érosion éolienne dans les régions désertiques, la morphologie côtière et l'origine du rift est-africain. Les photographies prises quasi à la verticale et à fort angle de soleil de la Basse Californie, d'autres parties du Mexique et de certaines régions du Moyen-Orient sont destinées à des études géologiques. Celles de la Nouvelle-Orléans et de Houston sont généralement meilleures pour les études géographiques urbaines que celles disponibles dans le cadre des programmes précédents,. Des zones d'intérêt océanographique, en particulier des îles de l'océan Pacifique, sont photographiées pour la première fois. En outre, la mission obtient la première couverture photographique étendue du nord du Chili, de l'Australie et d'autres régions. Sur les 500 photographies prises de zones terrestres et océaniques, environ 200 sont utilisables et, en général, la couleur et l'exposition sont excellentes. La nécessité de changer rapidement les chargeurs de film, les filtres et les réglages d'exposition lorsqu'une cible est en vue, et de maintenir l'appareil photo stable, explique l'exposition incorrecte de nombreuses images,,.
La troisième transmission télévisée a lieu durant la 119e heure de vol et dure environ dix minutes. Elle présente une démonstration de la préparation de la nourriture dans l'espace, en particulier un paquet de jus de fruits secs reconstitué avec de l'eau. L'émission montre également le processus d'aspiration de l'eau qui s'accumule sur les lignes de glycol froid. Diverses commandes au poste de travail du commandant sont également montrées,.
Une autre visite du module de commande a lieu pendant la quatrième transmission de télévision. En faisant un panoramique autour de l'engin spatial, la caméra permet aux téléspectateurs de voir les postes de couchage, les zones de rangement, les sacs de casque et les tuyaux des combinaisons pressurisées. Le commandant démontre également l'apesanteur en soufflant sur un stylo flottant pour contrôler son mouvement. L'émission se termine après six minutes.
Pendant ce temps, l'étage S-IVB continue à orbiter autour de la Terre puis tombe dans l'océan Indien à 9 h 30 GMT le 18 octobre lors de sa 108e révolution autour de la Terre. Le point d'impact est estimé à 8° 54′ S, 81° 36′ E après un peu plus de 162 heures de vol,.
Une cinquième mise à feu du système de propulsion de service est effectuée pour positionner l'engin spatial, en vue d'une manœuvre de désorbitation optimale à la fin de la phase orbitale prévue en permettant à la station terrestre d'Hawaï de le suivre pendant au moins deux minutes, si une autre orbite était nécessaire. La manœuvre de 66,95 secondes produit le plus grand changement de vitesse de la mission, et comprend une prise de contrôle manuelle de la poussée. L'orbite résultante est de 452,26 × 165 km,.
Pendant le vol trans-lunaire et trans-terrestre lors de futures missions, il serait nécessaire de mettre le vaisseau spatial dans un lent « roulement de barbecue » pour maintenir une température extérieure uniforme. Cette manœuvre, appelée contrôle thermique passif, est testée deux fois sur Apollo 7, d'abord après 167 heures et ensuite après 212 heures de vol,.
La cinquième transmission télévisée présente une autre visite du vaisseau spatial. Le programme commence par une vue du tableau de bord, y compris les interrupteurs des propulseurs d'attitude et le clavier d'affichage, ainsi que les commandes cryogéniques. Une tentative de montrer des scènes de la Terre échoue,,.
Pour la sixième transmission télévisée, l'équipe pointe la caméra par la fenêtre et donne aux contrôleurs au sol une vue de la péninsule de Floride. Les astronautes tournent ensuite la caméra vers l'intérieur du vaisseau spatial pour montrer leurs barbes qui avaient poussé pendant la mission,.
Pour la dernière transmission télévisée, d'une durée de onze minutes, l'équipage montre de nouveau sa barbe et signale avoir vu plusieurs traînées de condensation en dessous d'eux, au-dessus de la côte du Golfe. Ils décrivent également les bandes de couleur créées par la lueur du jour au-dessus de la Terre,.

### Retour sur Terre

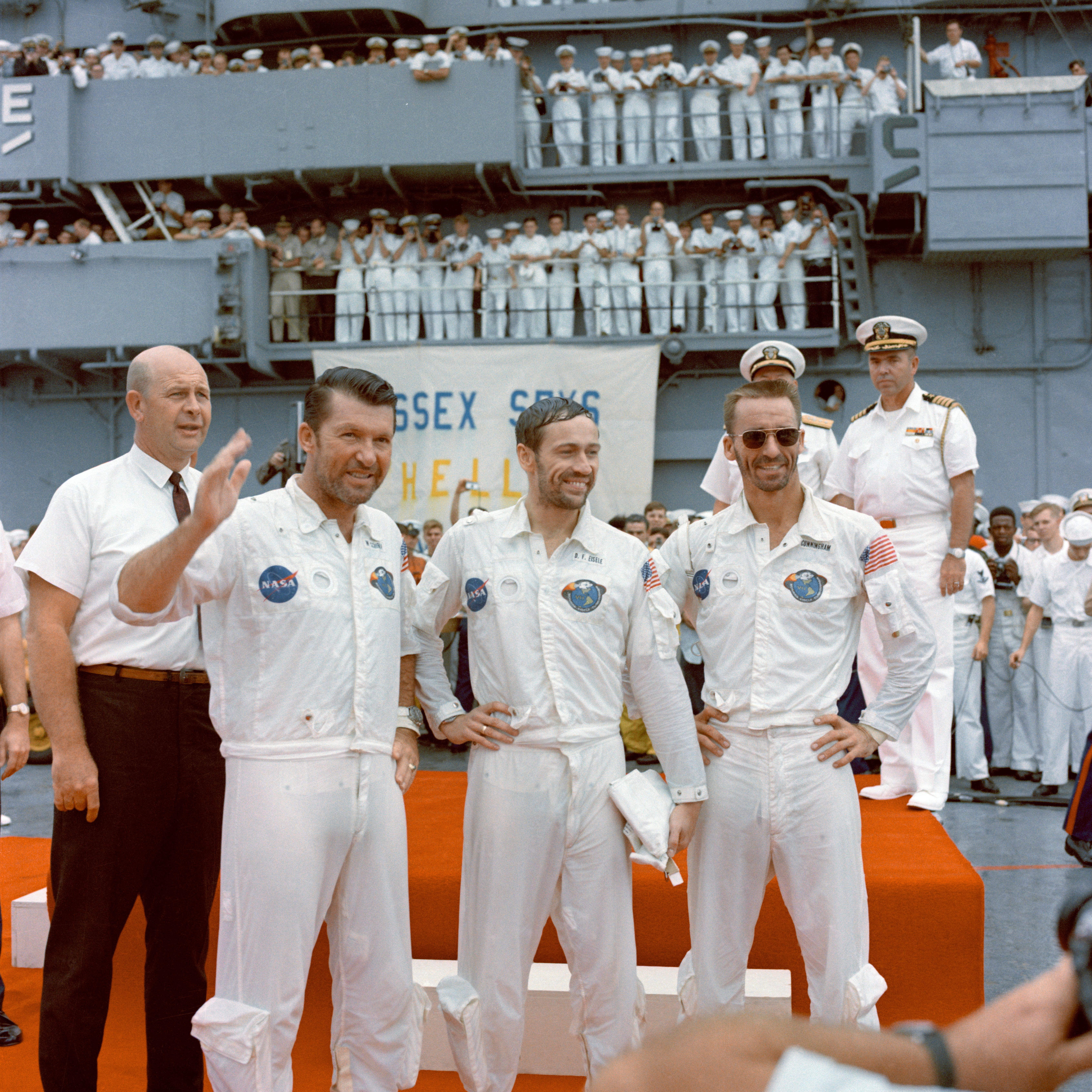
L'équipage accueilli à bord de l'.

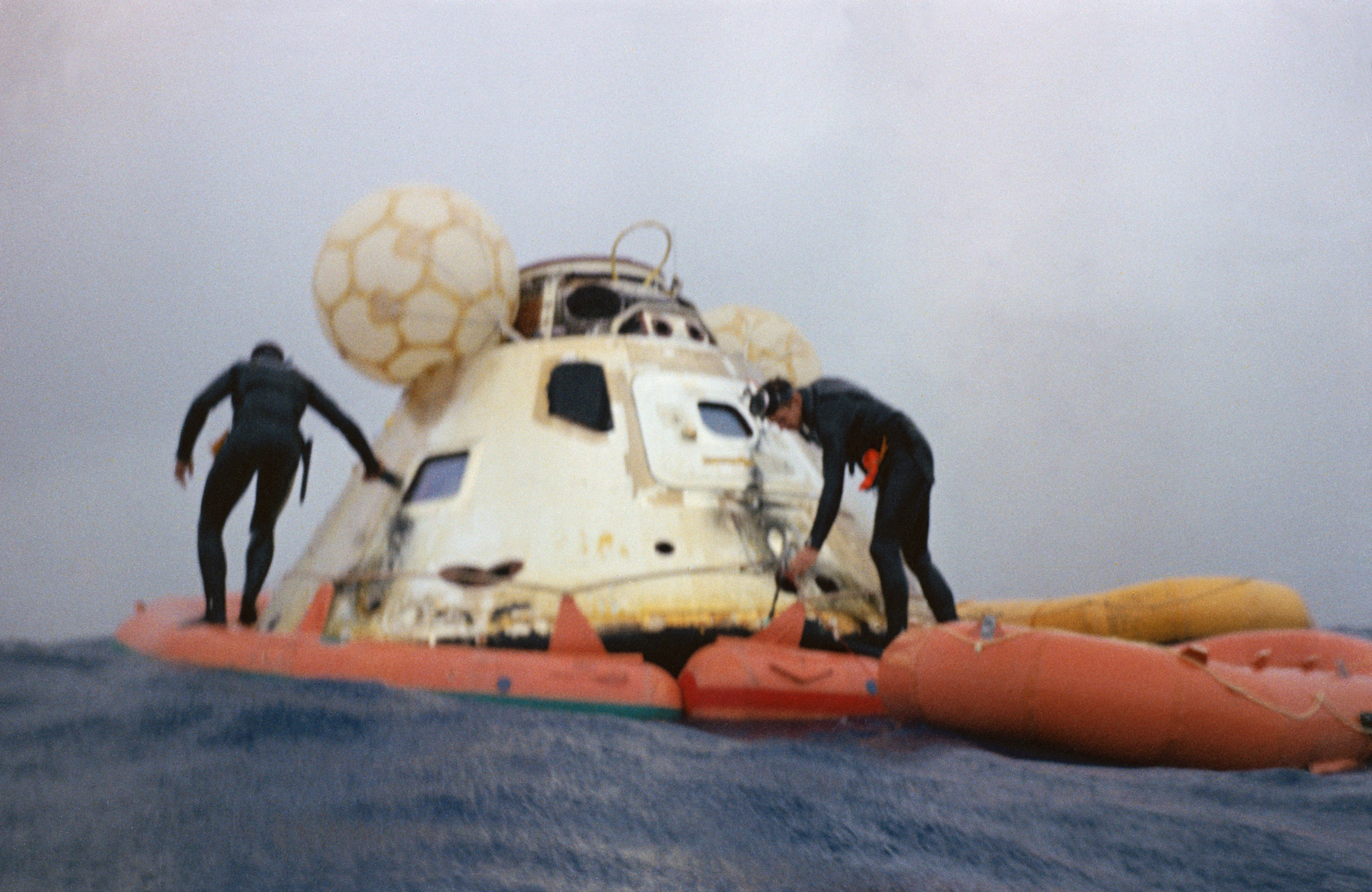
Juste après l'amerrissage.

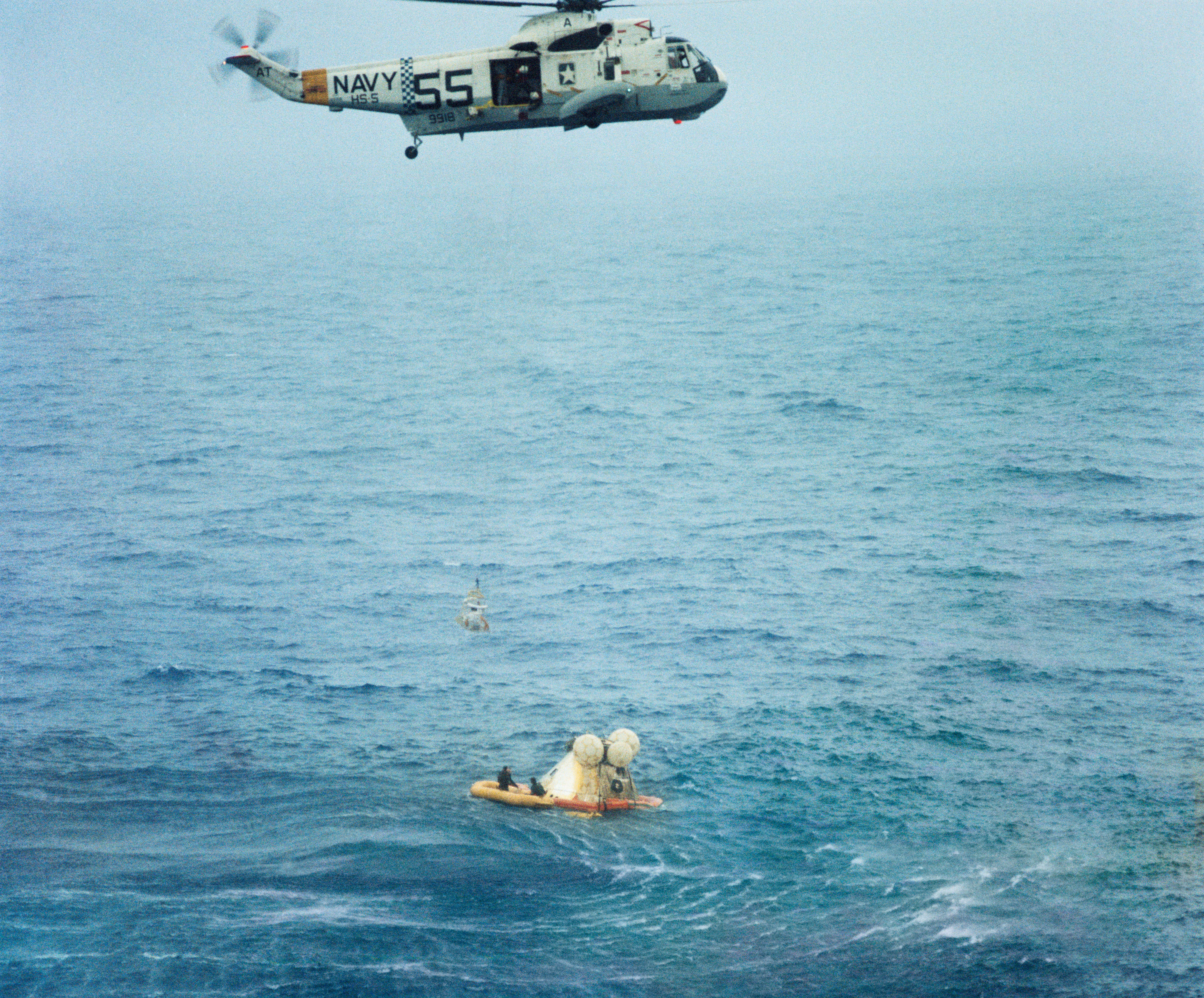
Récupération de l'équipage.

Le dernier jour de la mission est principalement consacré aux préparatifs de la rentrée dans l’atmosphère.
En raison des symptômes de rhume dont souffre l'équipage, la question de savoir s'ils devaient porter un casque et des gants lors de la rentrée fait l'objet de discussions. Avec des casques, il pourrait être impossible de bien dégager la gorge et les oreilles, car la gravité croissante attire le mucus vers le bas de la zone de la tête, où il reste dans des conditions d'apesanteur. Il est décidé 48 heures avant le retour, et sur l'insistance de l'équipage, que les casques et les gants ne seraient pas portés.
Le module de service est largué puis l'entrée dans l'atmosphère du module commence, suivant à la fois des profils automatiques et des profils guidés manuellement. Il rentre dans l'atmosphère terrestre, à 121,9 km d'altitude, à une vitesse de 7 877,98 m/s. La reconstitution de la trajectoire indique que le module de service tombe dans l'océan Atlantique à un point estimé à 29° 00′ N, 72° 00′ O. Lors de l'entrée, trois objets — le module de commande, le module de service et un disque isolant de 3,6 m entre les deux — sont suivis simultanément et sont également observés visuellement.
Le 22 octobre 1968, à 11 h 11 min 48 s GMT (7 h 11 min 48 s EDT), le module de commande amerrit dans l'océan Atlantique au sud-est des Bermudes. La durée de la mission est de 260 heures, 09 minutes et 3 secondes. Le point d'impact se trouve à 3 kilomètres du point cible et à 11 kilomètres du navire de récupération USS Essex. Le point d'amerrissage est estimé à 27° 38′ N, 64° 09′ O. Après l'immersion, le CM prend une position de flottaison avec la pointe vers le bas, mais est ramené à la position de flottaison normale en 13 minutes par le système de redressement par sac gonflable. Pendant cette période, la balise de récupération n'est pas visible et la communication vocale avec l'équipage est interrompue,,.
L'équipage est récupéré par hélicoptère et se retrouve à bord du navire de récupération 56 minutes après l'amerrissage. Le module de commande est récupéré 55 minutes plus tard. Son poids estimé au moment de l'impact est de 5 175 kg et la distance parcourue pour la mission est estimée à 6 363 091,9 km,,.
Le CM est déchargé de l'Essex le 24 octobre à la base navale de Norfolk, en Virginie, et l'équipe de sécurité à l'atterrissage commence les procédures d'évaluation et de désactivation à 14 h 0 GMT. La désactivation est achevée à 1 h 30 GMT le 27 octobre 1968. Le CM est ensuite transporté par avion à Long Beach, en Californie, et par camion aux installations de la division spatiale nord-américaine de Rockwell à Downey, en Californie, pour une analyse après vol,,.

### Conclusion
La mission Apollo 7 est un succès à tous points de vue. Tous les systèmes du vaisseau spatial ont fonctionné de manière satisfaisante et presque tous les objectifs détaillés des tests ont été atteints. En tant que vol d'essai technique, Apollo 7 démontre les performances de l'expérience de sécurité orbitale, l'adéquation du contrôle d'attitude en mode manuel et automatique, et que les systèmes du véhicule peuvent fonctionner pendant de longues périodes en orbite. Pour la première fois, une atmosphère de cabine mixte composée de 65 % d'oxygène et de 35 % d'azote est utilisée à bord d'un vaisseau spatial piloté par des Américains. Tous les vols précédents avaient utilisé 100 % d'oxygène, une procédure modifiée conformément aux recommandations de la commission d'enquête sur l'incendie d'Apollo 1. Une autre première est la mise à disposition de l'équipage d'eau potable chaude et froide comme sous-produit des piles à combustible du module de service, un élément important pour les excursions lunaires habitées. L'utilisation des consommables est maintenue à des niveaux sûrs, et permet l'introduction d'activités de vol supplémentaires vers la fin de la mission,,.

### Données
Modules de commande et de service :
- modèle : C/SM 101
- masse : 14 781 kg.

Paramètres orbitaux :
- périgée : 231 km ;
- apogée : 297 km ;
- période : 89,78 min ;
- inclinaison : 31,63°.

## Mutinerie dans l'espace

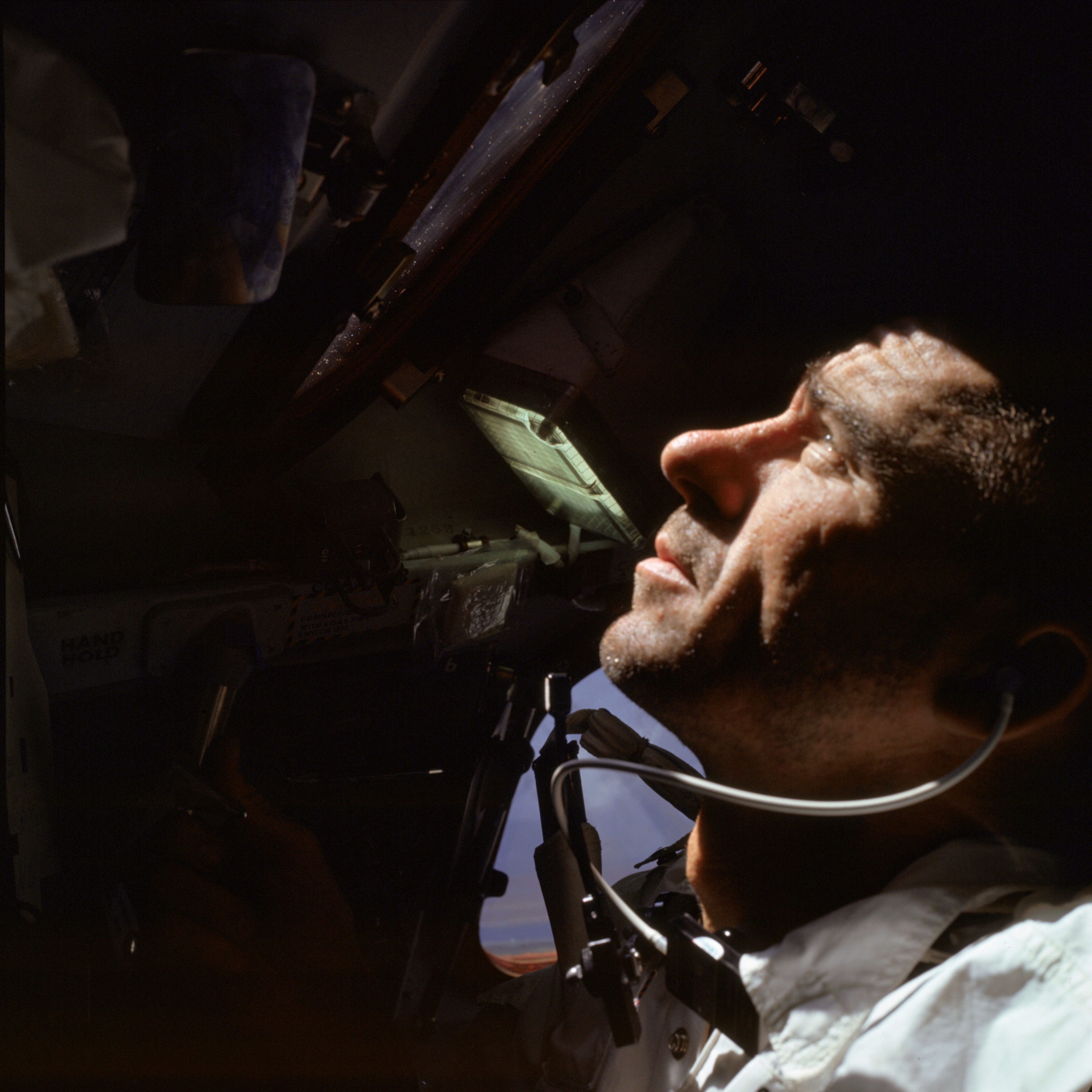
Walter Cunningham regardant par un hublot.

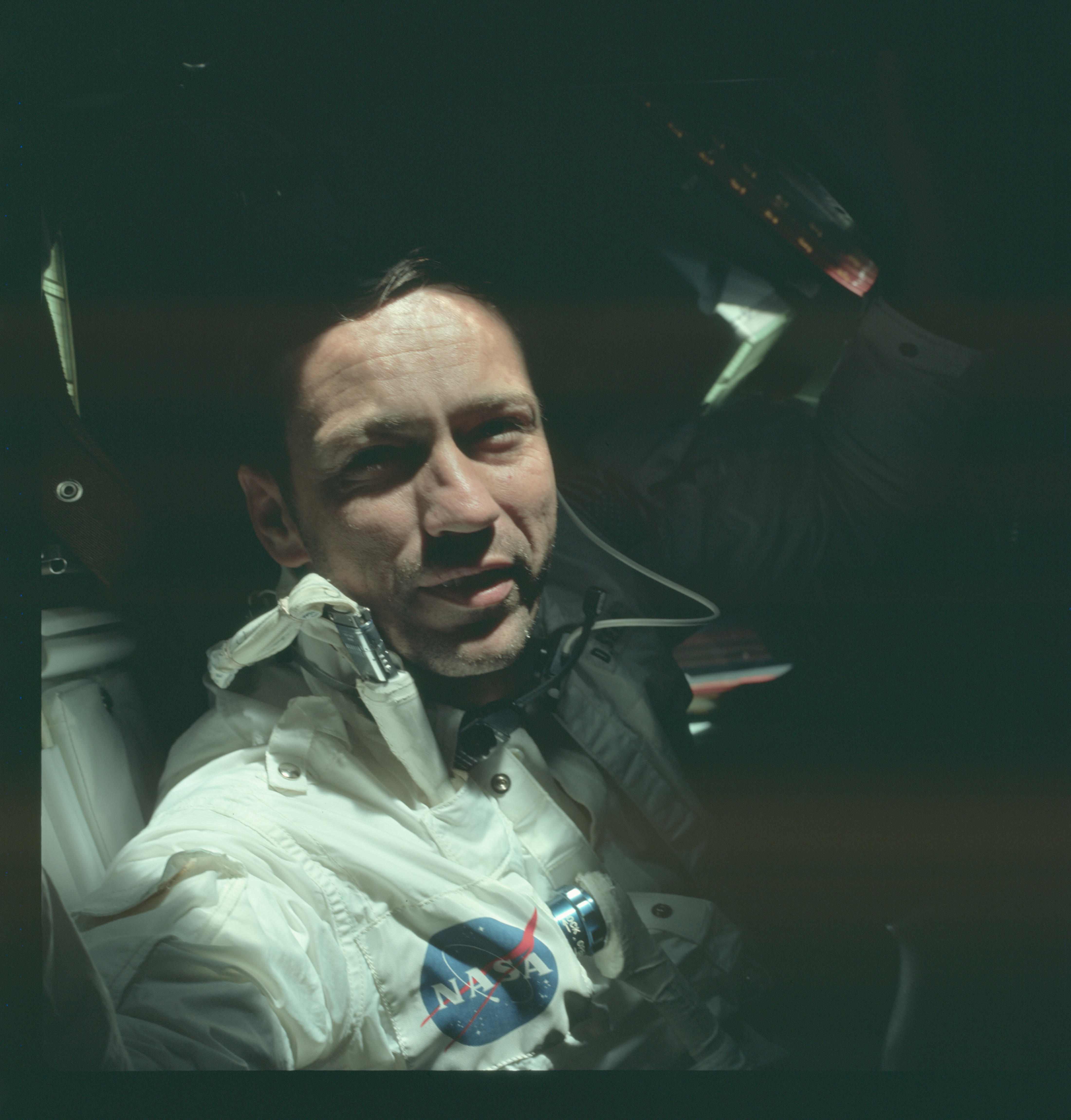
Donn Eisele.

À 14 h 46, on signale que le commandant a développé un mauvais rhume de cerveau, qui a commencé environ une heure après le décollage, et qu'il a pris deux aspirines. Le lendemain, les deux autres membres de l'équipage ressentent également les symptômes du rhume de cerveau. Cet état, qui se poursuit tout au long de la mission, cause un inconfort extrême car il est très difficile de dégager les oreilles, le nez et les sinus dans des conditions de « zéro g ». Des médicaments sont pris, mais les symptômes persistent,,.
Même si la cabine plus grande d'Apollo est plus confortable que celle de Gemini, les 11 jours en orbite sont pénibles pour les astronautes. Les tensions avec Schirra commencent avec la décision de lancement, lorsque les responsables de vol décident de lancer avec une option d'interruption de vol moins qu'idéale pour la première partie de l'ascension. Une fois en orbite, la cabine spacieuse peut provoquer le mal des transports de l'équipage, ce qui n'a pas été un problème dans les premiers engins spatiaux plus petits. L'équipage n'est pas satisfait de ses rations de nourriture, en particulier des sucreries à haute teneur énergétique. Ils trouvent également le système de collecte des déchets humains encombrant — il faut 30 minutes pour l'utiliser — et malodorant. Mais le pire problème se produit lorsque Schirra développe un rhume de cerveau sévère. Il devient alors irritable face aux demandes du contrôle de mission et les trois astronautes commencent à « répondre » au CAPCOM,,. Un exemple précoce de cet échange a été la demande du contrôle de mission d'allumer une caméra de télévision dans le vaisseau spatial. Deke Slayton, le CAPCOM, demande à l'équipage d'allumer la caméra de télévision — il n'y a qu'un interrupteur à tourner — et signale qu'aucune activité n'est associée à l'émission télévisée. Schirra refuse en disant que l'équipage n'a pas encore mangé, que lui-même a un rhume et que cela perturberait leur emploi du temps.
Une autre source de tension entre le contrôle de la mission et l'équipage est le fait que Schirra exprime à plusieurs reprises l'opinion que la rentrée doit se faire sans porter de casque, contrairement aux programmes Mercury et Gemini. Il estime qu'il y a un risque d'éclatement de leurs tympans en raison de la pression des sinus due à leur rhume, et il veut pouvoir se pincer le nez et souffler pour équilibrer la pression qui augmente pendant la rentrée dans l'atmosphère, ce qui est impossible avec les nouveaux casques Apollo, du type « aquarium » continu sans visière mobile, contrairement aux précédents. Cependant, à plusieurs reprises au cours de la mission, Schirra reçoit l'instruction de porter le casque pour des raisons de sécurité. Lors du dernier échange sur le sujet, le contrôle de la mission indique clairement à Schirra qu'il devra rendre compte de son non-respect des instructions.
De tels échanges conduisent au rejet d'Eisele et de Cunningham pour de futures missions (Schirra a déjà annoncé son retrait imminent de la NASA).

## Postérité

### Récompenses et honneurs
Après la mission, la NASA décerne à Schirra, Eisele et Cunningham la médaille pour service exceptionnel, en reconnaissance de leur succès, qui leur sera remise le 2 novembre 1968, par le président Lyndon Johnson, au cours d'une cérémonie organisée au ranch LBJ de Johnson City, au Texas. Il remet également la plus haute distinction de la NASA, la Distinguished Service Medal, à James E. Webb, administrateur de la NASA récemment retraité, pour sa « direction exceptionnelle du programme spatial américain depuis le début d'Apollo ».
Schirra, Eisele et Cunningham sont les seuls membres d'équipage, de toutes les missions Apollo, Skylab et Apollo-Soyuz, à ne pas avoir reçu la médaille pour services distingués immédiatement après leur mission (bien que Schirra l'ait reçue deux fois auparavant, pour ses missions Mercury et Gemini). C'est pourquoi l'administrateur de la NASA, Michael D. Griffin, décide de remettre tardivement les médailles à l'équipage en octobre 2008, pour « sa performance exemplaire dans la réalisation de tous les objectifs de la mission Apollo 7 et plus, lors de la première mission Apollo avec équipage, ouvrant la voie au premier vol vers la Lune sur Apollo 8 et au premier atterrissage lunaire avec équipage sur Apollo 11 ». Seul Cunningham est encore en vie à l'époque ; la veuve d'Eisele accepte sa médaille, et Bill Anders, membre de l'équipage d'Apollo 8, accepte celle de Schirra. D'autres astronautes d'Apollo, dont Neil Armstrong, Buzz Aldrin et Alan Bean, sont présents à la cérémonie de remise des prix. L'ancien directeur de vol Christopher Kraft, qui a été en conflit avec l'équipage pendant la mission, envoie un message vidéo de félicitations conciliant, disant « Nous vous avons donné du fil à retordre une fois, mais vous avez certainement survécu à cela et vous vous en êtes très bien sorti depuis... Je suis franchement, très fier de vous appeler un ami ».

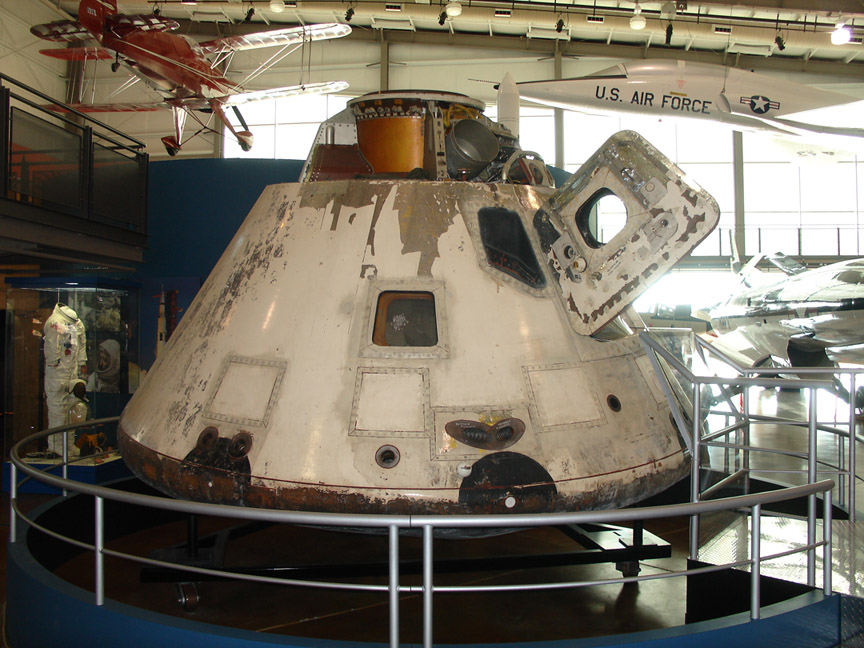
Le module de commande, exposée à Dallas.

### Module de commande
En janvier 1969, le module de commande d'Apollo 7 est exposé sur un char de la NASA lors du défilé d'investiture du président Richard M. Nixon. Pendant près de trente ans, la cabine Apollo a été prêtée au Musée des sciences et de la technologie du Canada, à Ottawa, ainsi que la combinaison spatiale de Schirra. En novembre 2003, la Smithsonian Institution de Washington D.C. les récupère afin de les exposer dans une nouvelle annexe du centre Steven F. Udvar-Hazy.
Il est actuellement exposé au musée Frontiers of Flight près de Love Field à Dallas, au Texas.

### Dans la culture populaire
Le 6 novembre 1968, l'humoriste Bob Hope diffuse une de ses émissions spéciales de télévision de variétés depuis le Manned Spacecraft Center de la NASA à Houston pour rendre hommage à l'équipage d'Apollo 7. Barbara Eden, star de la populaire série comique « Jinny de mes rêves », qui compte deux astronautes de fiction parmi ses personnages habituels, apparaît avec Schirra, Eisele et Cunningham.

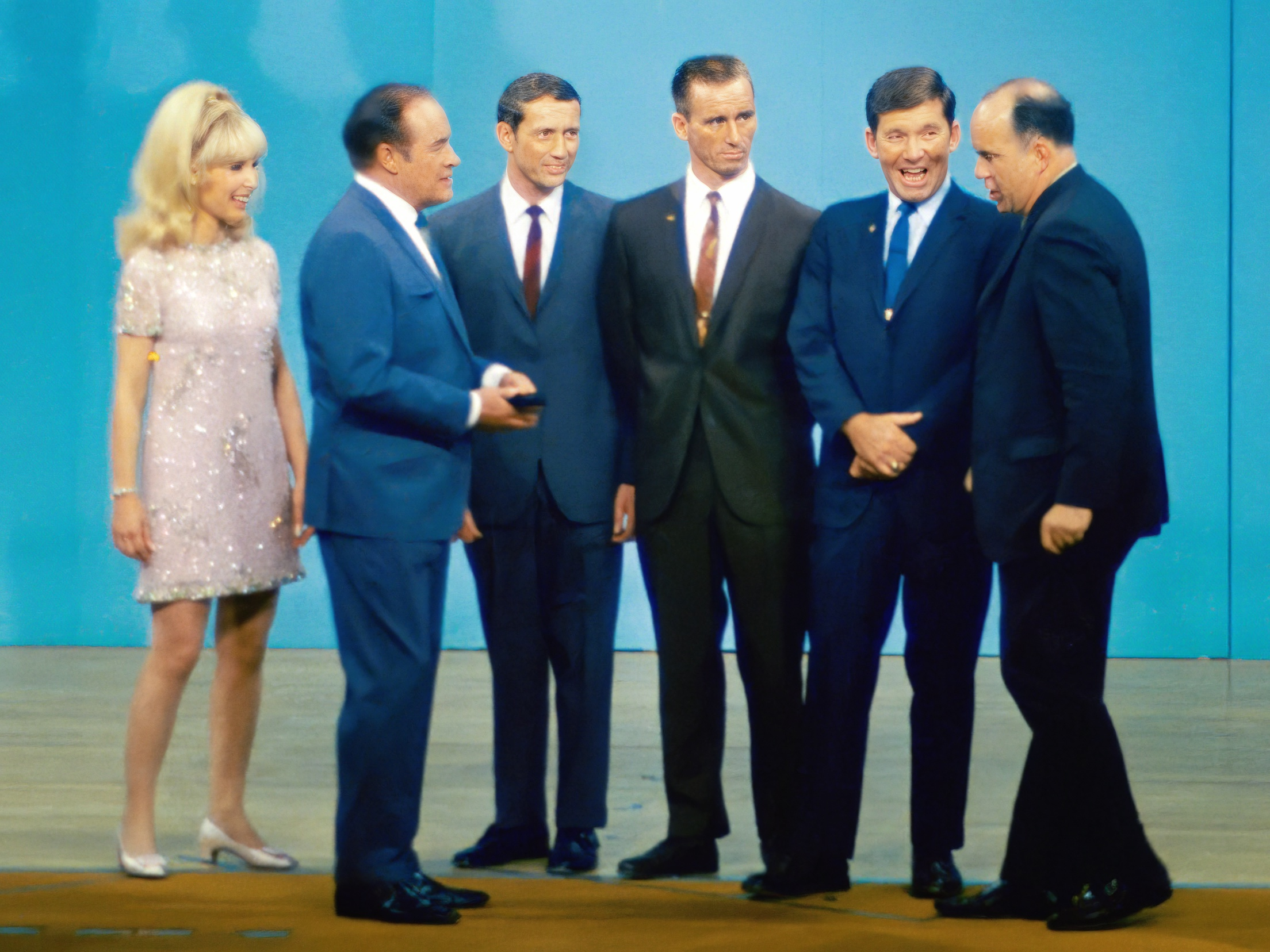
Barbara Eden, Bob Hope, Eisele, Cunningham, Schirra, et la voix du contrôle de mission, Paul Haney, dans l'émission The Bob Hope Show.

Schirra transforme le rhume de cerveau qu'il contracte pendant Apollo 7 en un contrat de publicité télévisée en tant que porte-parole d'Actifed, une version en vente libre du médicament qu'il prend dans l'espace.
La mission Apollo 7 est dramatisée dans l'épisode 3 « On a dégagé la tour » de la mini-série de 1998 « De la Terre à la Lune », avec Mark Harmon dans le rôle de Schirra, John Mese dans celui d'Eisele, Fredric Lehne dans celui de Cunningham et Max Wright dans celui de Günter Wendt.
Un documentaire produit par George Van Valkenburg, « The Log of Apollo 7 », est restauré à partir d'un film 16 mm et mis en ligne.

### Insigne de mission
L'insigne de la mission, composée de cinq couleurs, représente le module de commande et de service, son propulseur SPS allumé et dont la traînée de feu ceint un globe — qui symbolise l'orbite terrestre que réalise la mission — sur lequel on peut lire les chiffres romains « VII » (dans l'océan Pacifique sud). Le nom des membres de l'équipage est inscrit en blanc sur fond noir, sur un cercle qui entoure le globe. L'écusson est conçu par Allen Stevens de Rockwell International.